# Marijke Abels
Marijke Abels (Deventer, 30 juli 1948) is een Nederlandse beeldend kunstenares.

## Leven en werk
Abels maakt sculpturen van brons en van papier en fotografeert. Haar thema is de complexe relatie tussen mens en dier. Naast haar opleiding beeldhouwen aan de Vrije academie voor beeldende kunsten te Nunspeet, volgde ze een groot aantal opleidingen in boetseren, textiele werkvormen en portretfotografie. Behalve in haar atelier te Heerde heeft zij op diverse plaatsen verspreid over het hele land haar werk geëxposeerd.
In 2005 was de gemeente Heerde van plan om in een nieuwe woonwijk van Heerde een 'vertaling' te laten plaatsen van de Venus van Heerde, een Romeins beeldje dat rond 1985 in Heerde gevonden was en waarvan het origineel in het museum Het Valkhof te Nijmegen verblijft. Relaties zouden dan een kleine uitvoering krijgen. Hiervoor werd Marijke Abels gevraagd. Er kwam echter protest tegen van ChristenUnie/SGP; deze gecombineerde lijst had in Heerde 3 van de 17 raadszetels. Uiteindelijk is het plan niet doorgegaan wegens gevaar van diefstal van het brons, nadat het eerst al wegens geldgebrek was uitgesteld.
In 2009 werd de Carrousel onthuld. Het kunstwerk is te zien bij de rotonde bij de A50-afslag Heerde-Zuid. De vier paardjes symboliseren de vier dorpen die samen de gemeente Heerde vormen (Heerde, Wapenveld, Veessen en Vorchten). Op de paardjes staan de namen van leerlingen van de middelbare school en van de bewoners van het verpleeghuis, de school en het verpleegtehuis staan tegenover elkaar aan de weg.